# نیودی
نیودی (انگلیسی: NewDay) شرکت خدمات مالی بریتانیایی است، که در سال ۲۰۰۰ تأسیس شد.